# Chilocorus hexacyclus
Chilocorus hexacyclus är en skalbaggsart som beskrevs av Smith 1959. Chilocorus hexacyclus ingår i släktet Chilocorus och familjen nyckelpigor. Inga underarter finns listade i Catalogue of Life.